# Indonézia a 2012. évi nyári olimpiai játékokon
Indonézia a nagy-britanniai Londonban megrendezett 2012. évi nyári olimpiai játékok egyik részt vevő nemzete volt. Az országot az olimpián 8 sportágban 22 sportoló képviselte, akik összesen 2 érmet szereztek.

## Érmesek
| Érem  | Versenyző       | Sportág    | Versenyszám |
| ----- | --------------- | ---------- | ----------- |
| Ezüst | Taufik Triyatno | Súlyemelés | Férfi 69 kg |
| Bronz | Eko Yuli Irawan | Súlyemelés | Férfi 62 kg |

## Atlétika
Férfi
| Versenyző       | Versenyszám | Selejtező | Selejtező | Selejtező | Előfutam | Előfutam | Előfutam | Elődöntő | Elődöntő | Elődöntő | Döntő   | Döntő    |
| Versenyző       | Versenyszám | Idő       | Hely.     | Össz.     | Idő      | Hely.    | Össz.    | Idő      | Hely.    | Össz.    | Idő     | Helyezés |
| --------------- | ----------- | --------- | --------- | --------- | -------- | -------- | -------- | -------- | -------- | -------- | ------- | -------- |
| Fernando Lumain | 100 m       | 10,80     | 2.        | 10.*      | 10,90    | 8.       | 53.      | kiesett  | kiesett  | kiesett  | kiesett | kiesett  |

Női
| Versenyző    | Versenyszám | Eredmény | Helyezés |
| ------------ | ----------- | -------- | -------- |
| Triyaningsih | Maraton     | 2:41:15  | 84.      |

## Cselgáncs
Férfi
| Versenyző         | Versenyszám | Selejtező         | 32-es főtábla                         | Nyolcaddöntő      | Negyeddöntő       | Elődöntő          | Vigaszág elődöntő | Bronz- mérkőzés   | Döntő             | Helyezés |
| Versenyző         | Versenyszám | Ellenfél Eredmény | Ellenfél Eredmény                     | Ellenfél Eredmény | Ellenfél Eredmény | Ellenfél Eredmény | Ellenfél Eredmény | Ellenfél Eredmény | Ellenfél Eredmény | Helyezés |
| ----------------- | ----------- | ----------------- | ------------------------------------- | ----------------- | ----------------- | ----------------- | ----------------- | ----------------- | ----------------- | -------- |
| Putu Wiradamungga | Váltósúly   | erőnyerő          | Csoknyai László (HUN) · 000(1)–020(0) | kiesett           | kiesett           | kiesett           |                   |                   |                   | 17.      |

## Íjászat
Női
| Versenyző              | Versenyszám | Selejtező | Selejtező | 64-es főtábla                 | 32-es főtábla                | Nyolcaddöntő                      | Negyeddöntő       | Elődöntő          | Döntő             | Helyezés |
| Versenyző              | Versenyszám | Pont      | Kiemelt   | Ellenfél Eredmény             | Ellenfél Eredmény            | Ellenfél Eredmény                 | Ellenfél Eredmény | Ellenfél Eredmény | Ellenfél Eredmény | Helyezés |
| ---------------------- | ----------- | --------- | --------- | ----------------------------- | ---------------------------- | --------------------------------- | ----------------- | ----------------- | ----------------- | -------- |
| Ika Yuliana Rochmawati | Egyéni      | 638       | 40.       | Fang Yuting (CHN) (25.) · 6–4 | Amy Oliver (GBR) (57.) · 7–1 | Kszenyija Perova (RUS) (9.) · 5–6 | kiesett           | kiesett           | kiesett           | 17.      |

## Sportlövészet
Női
| Versenyző          | Versenyszám | Selejtező | Selejtező | Döntő   | Döntő    |
| Versenyző          | Versenyszám | Pont      | Helyezés  | Pont    | Helyezés |
| ------------------ | ----------- | --------- | --------- | ------- | -------- |
| Diaz Kusumawardani | Légpuska    | 382       | 55.       | kiesett | kiesett  |

## Súlyemelés
Férfi
| Versenyző       | Versenyszám | Szakítás | Szakítás | Lökés    | Lökés    | Összesen | Helyezés |
| Versenyző       | Versenyszám | Eredmény | Helyezés | Eredmény | Helyezés | Összesen | Helyezés |
| --------------- | ----------- | -------- | -------- | -------- | -------- | -------- | -------- |
| Jadi Setiadi    | 56 kg       | 127      | 3.       | 150      | 7.       | 277      | 5.       |
| Eko Yuli Irawan | 62 kg       | 145      | 2.       | 172      | 4.       | 317      |          |
| Hasbi Muhamad   | 62 kg       | 138      | 6.       | 163      | 8.       | 301      | 7.       |
| Taufik Triyatno | 69 kg       | 145      | 9.       | 188      | 1.       | 333      |          |
| Deni            | 69 kg       | 140      | 13       | 171      | 12       | 311      | 12       |

Női
| Versenyző      | Versenyszám | Szakítás | Szakítás | Lökés    | Lökés    | Összesen | Helyezés |
| Versenyző      | Versenyszám | Eredmény | Helyezés | Eredmény | Helyezés | Összesen | Helyezés |
| -------------- | ----------- | -------- | -------- | -------- | -------- | -------- | -------- |
| Citra Febriani | 53 kg       | 91       | 5.       | 115      | 4.       | 206      | 4.       |

## Tollaslabda
| Versenyző                      | Versenyszám  | Csoportkör | Csoportkör | Nyolcaddöntő                      | Negyeddöntő                                                      | Elődöntő                                            | Bronz- mérkőzés                                                            | Döntő             | Helyezés |
| Versenyző                      | Versenyszám  | Ellenfél Eredmény | Hely.      | Ellenfél Eredmény                 | Ellenfél Eredmény                                                | Ellenfél Eredmény                                   | Ellenfél Eredmény                                                          | Ellenfél Eredmény | Helyezés |
| ------------------------------ | ------------ | --- | ---------- | --------------------------------- | ---------------------------------------------------------------- | --------------------------------------------------- | -------------------------------------------------------------------------- | ----------------- | -------- |
| Taufik Hidayat                 | Férfi egyes  | O csoport · Petr Koukal (CZE) · 21–8, 21–8 Pablo Abián (ESP) · 22–20, 21–11 | 1.         | Lin Dan (CHN) · 9–21, 12–21       | kiesett                                                          | kiesett                                             | kiesett                                                                    | kiesett           | 9.       |
| Simon Santoso                  | Férfi egyes  | B csoport · Raul Must (EST) · 21–12, 21–8 · Michael Lahnsteiner (AUT) · 21–11, 21–7 | 1.         | Lee Chong Wei (MAS) · 12–21, 8–21 | kiesett                                                          | kiesett                                             | kiesett                                                                    | kiesett           | 9.       |
| Muhammad Ahsan Bona Septano    | Férfi páros  | B csoport · Thaiföld (THA) · Bodin Isara · Maneepong Jongjit · 11–21, 16–21 · Lengyelország (POL) · Adam Cwalina · Michał Łogosz · 21–0, 21–0 · Dél-Korea (KOR) · Ko Szonghjon · Ju Jonszong · 24–22, 21–12                                     | 2.         |                                   | Dél-Korea (KOR) · Csong Dzseszong · I Jongde · 12–21, 16–21      | kiesett                                             | kiesett                                                                    | kiesett           | 5.       |
| Adrianti Firdasari             | Női egyes    | O csoport · Petya Nedelcseva (BUL) · 21–10, 21–15 · Aleszja Zajcava (BLR) · 21–10, 16–21, 21–14 | 1.         | Vang Hszin (CHN) · 15–21, 8–21    | kiesett                                                          | kiesett                                             | kiesett                                                                    | kiesett           | 9.       |
| Meiliana Jauhari Greysia Polii | Női páros    | C csoport · Ausztrália (AUS) · Leanne Choo · Renuga Veeran · 21–11, 20–22, 21–7 · Dél-afrikai Köztársaság (RSA) · Michelle Claire Edwards · Annari Viljoen · 21–18, 21–10 · Dél-Korea (KOR) · Ha Dzsongun · Kim Mindzsong · 21–18, 14–21, 12–21 | 2.         |                                   | kizárták                                                         | kizárták                                            | kizárták                                                                   | kizárták          | kizárták |
| Tontowi Ahmad Lilyana Natsir   | Vegyes páros | C csoport · India (IND) · Valijávíti Didzsu · Dzsvála Gutta · 21–16, 21–12 · Dél-Korea (KOR) · I Jongde · Ha Dzsongun · 21–19, 21–12 · Dánia (DEN) · Thomas Laybourn · Kamilla Rytter Juhl · 24–22, 21–16                                       | 1.         |                                   | Németország (GER) · Michael Fuchs · Birgit Michels · 21–15, 21–9 | Kína (CHN) · Xu Chen · Ma Jin · 23–21, 18–21, 13–21 | Dánia (DEN) · Joachim Fischer Nielsen · Christinna Pedersen · 12–21, 12–21 |                   | 4.       |

## Úszás
Férfi
| Versenyző        | Versenyszám | Előfutam | Előfutam | Előfutam | Elődöntő | Elődöntő | Elődöntő | Döntő   | Döntő    |
| Versenyző        | Versenyszám | Idő      | Hely.    | Össz.    | Idő      | Hely.    | Össz.    | Idő     | Helyezés |
| ---------------- | ----------- | -------- | -------- | -------- | -------- | -------- | -------- | ------- | -------- |
| I Gede Sudartawa | 100 m hát   | 55,99    | 7.       | 39.      | kiesett  | kiesett  | kiesett  | kiesett | kiesett  |

## Vívás
Női
| Versenyző        | Versenyszám  | Selejtező         | 32-es főtábla               | Nyolcaddöntő      | Negyeddöntő       | Elődöntő          | Bronz- mérkőzés   | Döntő             | Helyezés |
| Versenyző        | Versenyszám  | Ellenfél Eredmény | Ellenfél Eredmény           | Ellenfél Eredmény | Ellenfél Eredmény | Ellenfél Eredmény | Ellenfél Eredmény | Ellenfél Eredmény | Helyezés |
| ---------------- | ------------ | ----------------- | --------------------------- | ----------------- | ----------------- | ----------------- | ----------------- | ----------------- | -------- |
| Diah Permatasari | Kard, egyéni |                   | Mariel Zagunis (USA) · 7–15 | kiesett           | kiesett           | kiesett           | kiesett           | kiesett           | 31.      |